# Iglesia de San Francisco de Asís (Aguinaga)
La iglesia de San Francisco de Asís es un inmueble de la localidad española de Aguinaga, en la provincia de Guipúzcoa.

## Descripción
El edificio se encuentra en la localidad española de Aguinaga, del municipio de Usúrbil, perteneciente a la provincia de Guipúzcoa, en la comunidad autónoma del País Vasco. Se menciona como iglesia del lugar en el Diccionario histórico-geográfico-descriptivo de los pueblos, valles, partidos, alcaldías y uniones de Guipúzcoa (1862) de Pablo de Gorosábel, donde aparece descrita con las siguientes palabras:

Esta comunidad tiene desde el año de 1816 una basílica ó iglesia filial adyutriz de la matriz de San Salvador de Usurbil bajo la advocacion de San Francisco de Asis; la cual se halla servida por un ecónomo. En ella hay sacramento contínuo y pila bautismal; pero sus feligreses tienen que cumplir en dicha matriz con el precepto pascual, en el cual tambien se entierran.
(Gorosábel, 1862, p. 5)

Habría caído en la ruina en el año 1991.